# Барбат (музичний інструмент)
Барбат (перс. بربت o بربط; азерб. Bərbət) — старовинний струнний музичний інструмент. Походить з Південно-Західної Азії. Прототип уда, але корпус у барбата значно більший, а шия довша.

## Опис
Барбат складається з трьох частин — багатоскладового корпусу, шийки і головки, струни виготовляються з шовку і кишок тварин. Верхня дека виготовляється з сосни і ялини, шийка і головка з горіха, корпус — з платана, червоного дерева і горіха. Стандартна довжина інструменту 66 см, ширина — 46 см, товщина — 25 см, довжина грифа —
20 см.
Спочатку на ньому грали пальцями, але зараз звук з інструменту витягають за допомогою плектра з м'яких матеріалів. Діапазон барбата охоплює звуки від «мі» великої октави до «мі» другої октави.

## Етимологія
Етимологія назви барбат є спірною. Хорезмський учений IX століття Аль-Хорезмі виводить назву інструменту з двох перських слів — бар (груди) і бат (качка). На його думку, назва вказує на кривизну шиї барбата. Є версія, що назва походить від давньогрецького струнного інструменту барбітон, хоча за будовою, це різні інструменти. Можливо, назва походить від середньовічного перського музиканта Барбада Мервезі, який служив при дворі сасанідського шахіншаха Хосрова II. Така версія зустрічається у творах перського поета Нізамі Гянджеві.

## Історія
Найдавніше зображення інструменту схожого на барбат висічене на статуетці I століття до нашої ери, що знайдена в північній Бактрії, яка в той час входила до складу Парфянського царства. Зображення барбата також зустрічається в мистецтві та скульптурі Гандхари (держави, що існувала на сучасних територіях східного Афганістану і північно-західного Пакистану). Після арабського завоювання барбет став головним інструментом арабського світу.
Найвідомішим давнім музикантом, який грав на барбаті, був Барбад Мервезі. Згідно з багатьма історичними документами, він був віртуозом свого інструменту і засновником перської музичної системи Семи королівських ладів, які називалися хосровані. Згідно епічної поеми Нізамі Гянджеві «Хосров і Ширін», одного разу захворів улюблений кінь Хосрова II — Шабдіз. Були покликані найкращі лікарі, щоб зцілити його, але з'ясувалося, що у коня смертельна хвороба і смерть була неминуча. Шахіншах впав у відчай і погрожував смертю тому, хто принесе йому цю сумну звістку. Зібралися всі придворні і почали обговорювати, як же вирішити ситуацію, що склалася, і вирішили вони звернутися за допомогою до Барбада. Влаштували величезний бенкет, зібралися всі вельможі, воїни, радники і аристократи. Барбад почав грати на своєму інструменті меланхолійну мелодію, настільки сумну і трагічну, що шахіншах вигукнув гірко: «Шабдіз помер?». Барбад же відповів: «Шахіншах це сказав!».
Після арабського завоювання барбат став головним інструментом арабського світу. Коротша форма інструменту з 6 хорами, називалася уд і стала популярнішою за традиційних барбат. Згодом барбат використовувався все рідше, хоча в Азербайджані він був популярним до XVI–XVII століття. Зараз барбат зрідка з'являється у репертуарі близькосхідних музикантів. З сучасних виконавців варто відзначити Хосейна Бехрузінію, іранського музиканта, котрий відродив культуру гри на барбаті, який повернув його в лоно класичної перської музики.